# West Lindsey
West Lindsey es un distrito no metropolitano del condado de Lincolnshire (Inglaterra). Fue constituido el 1 de abril de 1974 bajo la Ley de Gobierno Local de 1972 como una fusión de los distritos urbanos de Gainsborough y Market Rasen y los distritos rurales de Caistor, Gainsborough y Welton.

## Geografía
Según la Oficina Nacional de Estadística británica, West Lindsey tiene una superficie de 1155,71 km².

## Demografía
Según el censo de 2001, West Lindsey tenía 79 515 habitantes (49,02% varones, 50,98% mujeres) y una densidad de población de 68,8 hab/km². El 19,73% eran menores de 16 años, el 71,99% tenían entre 16 y 74 y el 8,28% eran mayores de 74. La media de edad era de 41,05 años. 
La mayor parte (96,88%) eran originarios del Reino Unido. El resto de países europeos englobaban al 1,68% de la población, mientras que el 0,4% había nacido en África, el 0,67% en Asia, el 0,22% en América del Norte, el 0,04% en América del Sur, el 0,09% en Oceanía y el 0,02% en cualquier otro lugar. Según su grupo étnico, el 99,03% de los habitantes eran blancos, el 0,41% mestizos, el 0,24% asiáticos, el 0,16% negros, el 0,1% chinos y el 0,06% de cualquier otro. El cristianismo era profesado por el 81,84%, el budismo por el 0,11%, el hinduismo por el 0,09%, el judaísmo por el 0,04%, el islam por el 0,09%, el sijismo por el 0,06% y cualquier otra religión por el 0,19%. El 10,93% no eran religiosos y el 6,65% no marcaron ninguna opción en el censo.
El 37,35% de los habitantes estaban solteros, el 47,93% casados, el 1,48% separados, el 6,25% divorciados y el 7% viudos. Había 32 872 hogares con residentes, de los cuales el 25,22% estaban habitados por una sola persona, el 7,94% por padres solteros con o sin hijos dependientes, el 65,41% por parejas (57,15% casadas, 8,26% sin casar) con o sin hijos dependientes, y el 1,44% por múltiples personas. Además, había 1917 hogares sin ocupar y 153 eran alojamientos vacacionales o segundas residencias.	